# Tirmania
Tirmania — рід грибів родини пецицові (Pezizaceae). Назва вперше опублікована 1892 року.

## Види
База даних Species Fungorum станом на 21.11.2019 налічує 3 види роду Tirmania:
- Tirmania honrubiae Morte, Bordallo & Ant.Rodr., 2018
- Tirmania nivea (Desf.) Trappe, 1971
- Tirmania pinoyi (Maire) Malençon, 1973